# Fermín Trueba
Fermín Trueba Pérez (* 26. August 1914 in Torrelavega; † 1. Mai 2007 in Madrid) war ein spanischer Radrennfahrer.
Fermín Trueba, ein Bergspezialist, war einer der erfolgreichsten spanischen Radsportler der 1930er und 1940er Jahre. 1934 feierte er seinen ersten Sieg, bei zwei weiteren spanischen Rennen belegte er Platz zwei. 1935 siegte er bei der Subida a Arantzazu. 1938 wurde er spanischer Meister im Straßenrennen und viermal – 1940, 1941, 1942 und 1944 – spanischer Bergmeister. 1940 siegte er in der Vuelta a Cantabria, 1941 gewann er den Circuito del Norte, 1942, 1945 und 1946 die Subida al Naranco, 1943 den Circuito Castilla-Leon-Asturias sowie zahlreiche weitere spanische Radrennen.
Viermal startete Trueba bei der Vuelta a España. 1935 fuhr er mit zwei seiner Brüder bei der ersten Austragung der Rundfahrt, die er aber nach einem Sturz beenden musste. 1936 gewann er die neunte Etappe, 1941 drei Etappen und die Bergwertung; bei seinem letzten Start im Jahre 1942 gab er vorzeitig auf. 1935 sollte er auch bei der Tour de France starten, musste jedoch wegen einer Krankheit absagen. Sein Start im Jahr darauf scheiterte an seinem Militärdienst, später am Spanischen Bürgerkrieg sowie am Zweiten Weltkrieg. 1947 beendete er seine Radsport-Karriere.
Fermín Trueba, genannt „Mini“, war der sechste von insgesamt acht Brüdern; seine Brüder Vicente, José und Manuel waren ebenfalls Radrennfahrer.